# Passo del Sattel
Il passo del Sattel è un valico alpino del Canton Svitto. Scollina a un'altitudine di 932 m s.l.m. nella località di Mittlere Altmatt {Rothenthurm}. Serve a collegare molte località del canton Svitto e alcune dei cantoni Zugo e Zurigo, ma anche collegamenti della svizzera centrale con quella orientale. Da nord la strada inizia a Pfäffikon, ma si può arrivare anche da Wollerau o Samstagern, comunque passando da Schindellegi. Anche chi arriva da Einsiedeln e vuole dirigersi a sud utilizza questo passo. Da sud si può arrivare da Seewen, Steinen o da Goldau. Se invece si arriva dal canton zugo si passa prima per Oberägeri.  Pur non essendo un'autostrada risulta efficace per i collegamenti fra i cantoni di Glarona, San Gallo e Turgovia e la svizzera centrale e il Canton Ticino.
Nel medioevo la strada del passo del San Gottardo proseguiva verso nord utilizzando questo valico.